# 伊恩·格林
伊恩·格林（英語：Ian Glynn，1928年6月3日—2022年7月7日），英国生理学家，皇家学会会士。

## 生平
1928年生于伦敦哈克尼的一个犹太人家庭。1946年进入剑桥大学三一学院学习医学，师从艾伦·霍奇金（1963年诺贝尔生理学或医学奖得主）。随后在伦敦大学学院学习三年的临床医学，并在中央米德尔塞克斯医院内科实习。1953年又回到剑桥大学三一学院，在艾伦·霍奇金实验室攻读博士，1956年完成博士学位。他主要从事钠钾泵研究。1970年当选英国皇家学会会士。1980年至1986年，担任剑桥大学三一学院副院长。1986年开始担任剑桥大学生理学教授。1989年当选欧洲科学院院士。1995年退休，成为名誉教授。2022年7月7日在家中逝世。